# 第二代白金汉公爵亨利·斯塔福德

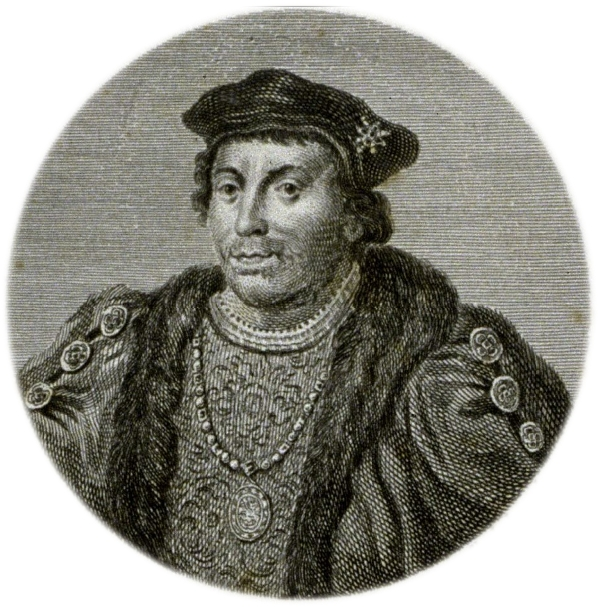
亨利·斯塔福德，第二代白金汉公爵

亨利·斯塔福德, 第二代白金汉公爵（英語：Henry Stafford, 2nd Duke of Buckingham，1454年9月4日—1483年11月2日）英格蘭貴族，蘭開斯特家族愛德華三世的後裔。1460年繼承祖父成為白金汉公爵。1483年发动叛乱反对国王理查三世，兵败被斩。